# Bogumil Car
Bogumil Car (Zagreb, 26. travnja 1891. – Rovinj, 5. svibnja 1969.), hrvatski slikar.
Od 1910. do 1914. polazio je Privremenu višu školu za umjetnost i umjetni obrt. Od 1917. bio je učitelj risanja u Pomorskoj akademiji u Bakru, a od 1919. profesor crtanja na zagrebačkim gimnazijama. Od 1927. do 1929. studirao je arhitekturu na zagrebačkom tehničkom fakultetu. U vrijeme II. svjetskog rata izrađivao je makete za potrebe Zavoda za zaštitu spomenika kulture, a poslije rata nastavio je raditi na gimnazijama sve do umirovljenja 1954. godine kada se za stalno nastanjuje u Rovinju. 
Slikao je u akvarelu i gvašu primorske, istarske i dalmatinske krajolike, radio grafiku, te zidne slike u Sokolskom domu u Zlataru. Cijelog se života bavio karikaturom, a posebno su zapažene karikature s ratišta izložene 1918. godine. Od 1931. do 1937. bio je redoviti suradnik "Kopriva ". Radio je i plakate od kojih su neki i nagrađeni, te ilustrirao knjige. 

## Vanjske poveznice
- Životopis[neaktivna poveznica]